# Olympus OM-2
De Olympus OM-2 is de tweede analoge spiegelreflexcamera uit het Olympus OM-programma die werd geproduceerd door Olympus Corporation in 1974.

## Introductie

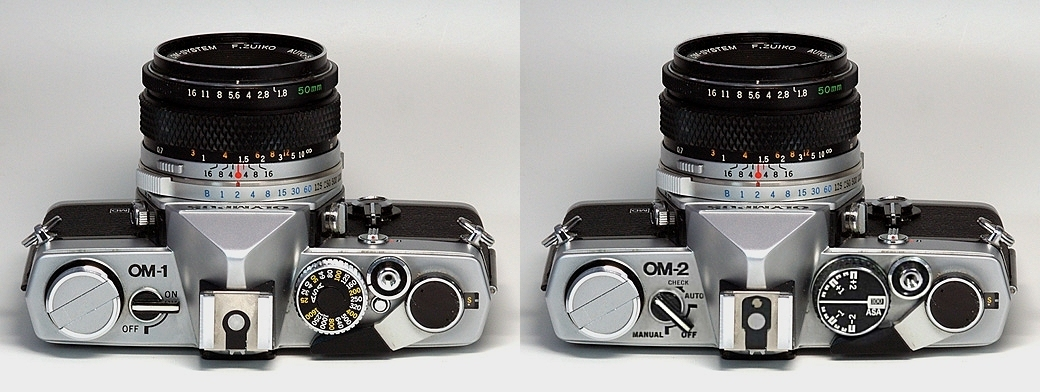
OM-1 en OM-2

Op de Photokina van 1974 presenteerde Olympus haar Olympus OM-2. Dit was de tweede analoge spiegelreflex camera uit de professionele "OM"-serie. Het publiek was verwonderd dat Olympus een automatische camera had weten onder te brengen in de (zeker voor die tijd) zeer compacte behuizing van de OM-1. De OM-2 had exact dezelfde afmetingen en modellering als de OM-1. De gewichtstoename was slechts 22 gram.
Ten opzichte van de OM-1 vertoonde het uiterlijk maar enkele geringe verschillen: het wiel voor de instelling van de filmgevoeligheid werd door toevoeging van een instelbare overkapping nu ook gebruikt voor de belichtingscorrectie, het flitsschoentje had een extra contactpunt er bij gekregen en aan de hoofdschakelaar was de stand "Auto" toegevoegd.

## Vergelijking met de Olympus OM-1
De echte grote verschillen zaten in het inwendige van de OM-2. Bij de bestudering daarvan wordt duidelijk dat de blauwdruk van ontwerper Yoshihisa Maitani (1933-2009) voor de OM-1 van meet af aan die van de OM-2 is geweest. De extra onderdelen voor de aanvullende functionaliteit van de OM-2 bleken namelijk allemaal keurig op vooraf vrijgehouden plekken van de OM-1 te zijn ondergebracht.
Na zijn introductie op de Photokina kwam de OM-2 in 1975 definitief op de markt.

## 'TTL Direct OTF'-lichtmeting
De OM-2 was voor die tijd een vrij eigenzinnige spiegelreflexcamera. De OM-2 was een halfautomaat met diafragmavoorkeuze en een continue sluitertijdenregeling van 1/1000 – 60 sec., wat ten opzichte van de toenmalige concurrentie een zeer lange maximale sluitertijd was. Maar het meest opvallende was de 'TTL Direct OTF'-lichtmeting (Trough the Lens Direct of the Film), destijds de meest significante prestatie van het OM-ontwikkelteam.
TTL-(flits)meting is al tientallen jaren gemeengoed bij de hedendaagse digitale camera's. Maar een meting direct vanaf het aan het licht blootgestelde filmvlak was toen revolutionair. Pas rond het jaar 2000 wordt vergelijkbare technologie aangetroffen bij de andere topmerken. Dat neemt niet weg dat het 'TTL Direct OTF'-systeem van de OM-2, met zijn zeer hoge gevoeligheid van -5,5 eV tot op vandaag de dag nog steeds ongeëvenaard is, voor consumenten camera's.

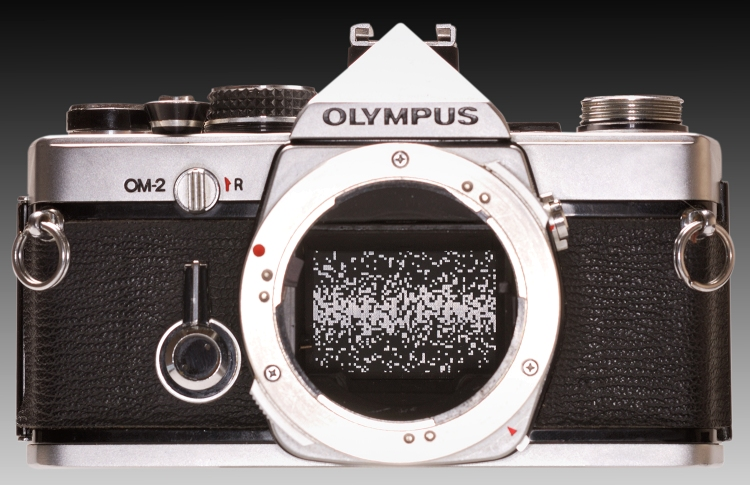
Olympus OM-2 met zichtbaar random blokjespatroon "met het gewicht op het midden", op het eerste sluitergordijn.

Bij de OM-2 is de aangegeven belichtingstijd slechts een indicatie voor de sluitertijd. De werkelijk toegepaste belichtingstijd wordt real-time dynamisch vastgesteld tijdens het ontspanproces. Vanaf het moment dat de spiegel opklapt, wordt het gereflecteerde licht dat afkomstig is vanaf het blokjespatroon op het eerste sluitergordijn gemeten, aangevuld met de reflectie vanaf het stukje film dat reeds is blootgesteld is aan het licht. Zodra er voldoende licht is verzameld door de siliciumcellen, wordt het tweede sluitergordijn losgelaten. Dit proces resulteert voor alle sluitertijden onder de 60ste seconde in het voorbijtrekken van een spleet langs de film. Mocht het eerste sluitergordijn geheel geopend zijn terwijl er nog onvoldoende licht op de film is gevallen, wordt er simpelweg doorgemeten en doorbelicht. Pas bij voldoende licht sluit het tweede gordijn, waarbij de belichtingstijd kan oplopen tot 60 sec. Het bijzondere van deze meetmethode is dat eenvoudig ingespeeld wordt op veranderende lichtomstandigheden tijdens de belichting. Dit ontspanproces is goed te zien op het volgende YouTube filmpje. Deze continue belichtingstechniek werkt ook met motordrive, waardoor steeds opnieuw de belichtingstijd wordt vastgesteld voor elk individueel beeld in de opnamereeks. 
Het gecentraliseerde lichtmeet- en regelsysteem van de OM-2 wordt ook gebruikt voor de aansturing van de bij de OM serie behorende flitsers. Hierbij wordt de flitsintensiteit vastgesteld op basis van dezelfde “TTL Direct OTF”-techniek.

## Eerste opvolger: OM-2N

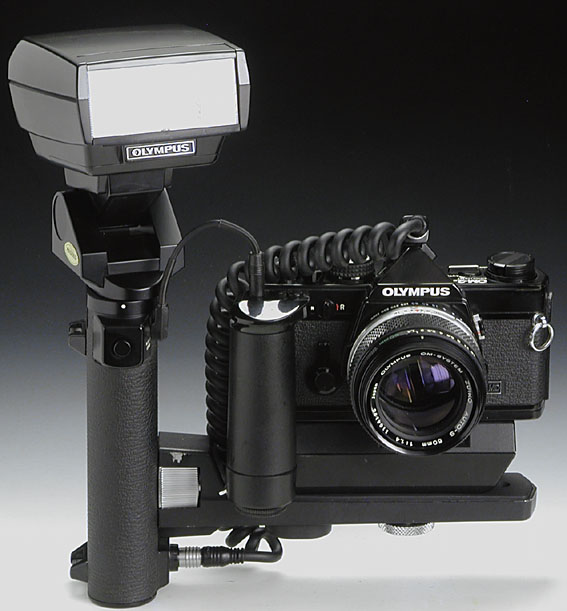
Betaalbare (en daarmee in der tijd gangbare) OM-configuratie: met Winder II, Bounce Grip en T-32 Flitser, hier opgebouwd rond een Olympus OM-2N Black

Na de introductie van de OM-2 bleef de camera (samen met de OM-1) tot aan 1979 ongewijzigd. In de loop van 1979 ondergingen beide OM-camera's wat kleine wijzigingen, wat tot uitdrukking werd gebracht door een aanpassing van de typeaanduiding in resp. OM-1N en OM-2N. Bij de “N“-typen kwam er in de viewfinder een waarschuwing voor inschakeling van de belichtingscompensatie. Ook was de constructie van het sluitergordijn gewijzigd, omdat de “niet-N“-type camera's wat krap aan de 1/1000ste sec. kwamen. Verder werd de maximale automatische belichtingstijd van de OM-2 opgeschroefd van 60 naar 120 sec. onafhankelijk van de instelling van de filmgevoeligheid (bij de OM-2 was het 1 minuut bij ISO 100), hoewel in de praktijk de camera nog langer kon belichten (wel tot 240 sec.).
Ook was de status van de flitser nu zichtbaar in de zoeker, werd de belichtingstijd automatisch op 1/60e ingesteld bij gebruik van een "T"-flitslicht en werd nu voor de derde maal duidelijk wat het voordeel was van een verwisselbare flitsschoen, waardoor bezitters van de oude OM-camera's toch de nieuwe reeks flitsers konden gebruiken.
Gelijk in dat jaar ('79) kwam de meer betaalbare Olympus OM-10 op de markt die nog wel “TTL Direct OTF” OM-technologie bezat maar verder gezien mag worden als een sterk vereenvoudigde OM-2 en waarmee Olympus mikte op een groter publiek.

## Tweede opvolger: OM-2SP
De OM-2N bleef in productie tot in 1984 en werd in dat jaar vervangen door de OM-2Spot Program. Deze sloeg (vanwege de complexe constructie met een dubbele spiegel) niet goed aan bij het Olympus OM minnende publiek. Wel vormde de camera de opmaat naar de weer meer succesvolle, maar zeer kostbare Olympus OM-3 en -4 reeks.

## Einde productie
In 1988 stopt Olympus definitief de productie van de OM-1N, OM-2N en OM-2Spot Program.